# Пассидж-Уэст
Пассидж-Уэст (англ. Passage West; ирл. An Pasáiste Thiar (Ан-Пасаште-Хиар)) — (малый) город в Ирландии, находится в графстве Корк (провинция Манстер).
Местная железнодорожная станция была открыта 8 июня 1850 года и закрыта 12 сентября 1932 года.

## Демография
Население — 5203 человека (по переписи 2006 года). В 2002 году население составляло 4595 человек. При этом, население внутри городской черты (legal area) было 4818, население пригородов (environs) — 385.
Данные переписи 2006 года:
| Общие демографические показатели |               |                               |                               |      |      |
| Всё население                    | Всё население | Изменения населения 2002—2006 | Изменения населения 2002—2006 | 2006 | 2006 |
| 2002                             | 2006          | чел.                          | %                             | муж. | жен. |
| 4595                             | 5203          | 608                           | 13,2                          | 2580 | 2623 |

В нижеприводимых таблицах сумма всех ответов (столбец «сумма»), как правило, меньше общего населения населённого пункта (столбец «2006»).
| Религия (Тема 2 — 5 : Число людей по религиям, 2006) |             |                |             |            |       |      |
| Католики, чел.                                       | Католики, % | Другая религия | Без религии | не указано | сумма | 2006 |
| 4485                                                 | 86,2        | 418            | 247         | 53         | 5203  | 5203 |

| Этно-расовый состав (Этничность. Тема 2 — 3 : Постоянное население по этническому или культурному происхождению, 2006) |            |              |       |        |        |            |       |       |
| Белые ирландцы | Лухт-шулта | Другие белые | Негры | Азиаты | Другие | Не указано | сумма | 2006  |
| 4583 | 4          | 340          | 72    | 55     | 43     | 39         | 5136  | 5203  |
| Доля от всех отвечавших на вопрос, %                                                                                   |            |              |       |        |        |            |       |       |
| 89,2 | 0,1        | 6,6          | 1,4   | 1,1    | 0,8    | 0,8        | 100   | 98,71 |

1 — доля отвечавших на вопрос о языке от всего населения.
| Владение ирландским языком (Тема 3 — 1 : Число людей от 3 лет и старше по способности говорить по-ирландски, 2006) |      |            |       |       |
| Владеете ли Вы ирландским языком?                                                                                  |      |            |       |       |
| Да | Нет  | Не указано | сумма | 2006  |
| 2196 | 2671 | 69         | 4936  | 5203  |
| Доля от всех отвечавших на вопрос о языке, %                                                                       |      |            |       |       |
| 44,5 | 54,1 | 1,4        | 100   | 94,91 |

1 — доля отвечавших на вопрос о языке от всего населения.
| Использование ирландского языка (Тема 3 — 2 : Говорящие по-ирландски от 3 лет и старше по частоте использования ирландского языка, 2006) |                                                            |                                               |                                               |                                               |                                               |                                               |       |                                     |      |
| Как часто и где Вы говорите по-ирландски?                                                                                                |                                                            |                                               |                                               |                                               |                                               |                                               |       |                                     |      |
| ежедневно, только в образовательных учреждениях                                                                                          | ежедневно, как в образовательных учреждениях, так и вне их | в других местах (вне образовательной системы) | в других местах (вне образовательной системы) | в других местах (вне образовательной системы) | в других местах (вне образовательной системы) | в других местах (вне образовательной системы) | сумма | всего, отвечавших на вопрос о языке | 2006 |
| ежедневно, только в образовательных учреждениях                                                                                          | ежедневно, как в образовательных учреждениях, так и вне их | ежедневно                                     | каждую неделю                                 | реже                                          | никогда                                       | не указано                                    | сумма | всего, отвечавших на вопрос о языке | 2006 |
| 598 | 30                                                         | 38                                            | 104                                           | 761                                           | 638                                           | 27                                            | 2196  | 4936                                | 5203 |
| Доля от всех отвечавших на вопрос о языке, %                                                                                             |                                                            |                                               |                                               |                                               |                                               |                                               |       |                                     |      |
| 12,1 | 0,6                                                        | 0,8                                           | 2,1                                           | 15,4                                          | 12,9                                          | 0,5                                           | 44,5  | 100                                 |      |

| Типы частных жилищ (Тема 6 — 1(a) : Число частных домовладений по типу размещения, 2006) |          |         |                 |            |       |      |
| Отдельный дом                                                                            | Квартира | Комната | Переносные дома | не указано | сумма | 2006 |
| 1667                                                                                     | 163      | 3       | 0               | 21         | 1854  | 5203 |